# Lake Numiti
Der Lake Numiti ist ein See im Waitomo District der Region Waikato auf der Nordinsel von Neuseeland.

## Geographie
Der Lake Numiti wird zu den drei miteinander verbundenen Dünenseen gezählt, die zusammen als Taharoa Lakes bezeichnet werden. Der See befindet sich zusammen mit dem Lake Rotoroa südsüdwestlich des Lake Taharoa, der Namensgeber der Seengruppe ist. Mit einem Abstand von rund 1,9 km zur Westküste der Nordinsel ist der Lake Numiti das mittlere Gewässer von den drei Seen. Der Kawhia Harbour, als das bekannteste Gewässer an der Westküste, ist rund 6,2 km nordöstlich zu finden. Mit einer Nordwest-Südost-Ausdehnung misst der See rund 600 m in der Länge und rund 385 m in seiner maximalen Breite. Bei einem Seeumfang von rund 1,96 km umfasst der Lake Numiti eine Fläche von 15,8 Hektar und erreicht eine maximale Tiefe von 9,1 m.
Der See besitzt an seiner südöstlichen Spitze einen kleinen Zufluss aus den Bergen und an seiner westlichen Seite einen Zufluss vom Lake Rotoroa, wohingegen die Entwässerung an seiner nördlichen Spitze zum Lake Taharoa hin stattfindet.

## Eisensandabbau
Nur wenige hundert Meter westlich, zwischen dem Lake Numiti und der Westküste, wird in den Dünen Eisensand abgebaut. Der Sand, der einen Gehalt an rund 57 % Eisen und rund 7,6 % Titandioxid besitzt, wurde auf eine Menge von rund 300 Millionen Tonnen geschätzt.
Der Lake Numiti ist von dem Abbau nicht betroffen. Der Taharoa Lakes Trust, die angrenzenden Landbesitzern und das Department of Conservation (DOC) sorgen sich gemeinsam um die drei Seen.